# Weizenbier
Weizenbier, também chamado de Hefeweizen, Weissbier ou Hefeweissbier (em português, cerveja de trigo), é um tipo de cerveja feita de malte de trigo, malte de cevada, lúpulo e levedura. 
Normalmente a Weizenbier tem uma graduação alcoólica entre 5 e 6 por cento. A bebida é principalmente consumida no sul da Alemanha nos estados da Baviera e Baden-Württemberg, porém também é bastante popular em outras regiões do país, bem como em vários outros países, como na Áustria, na Bélgica e nos Estados Unidos. 

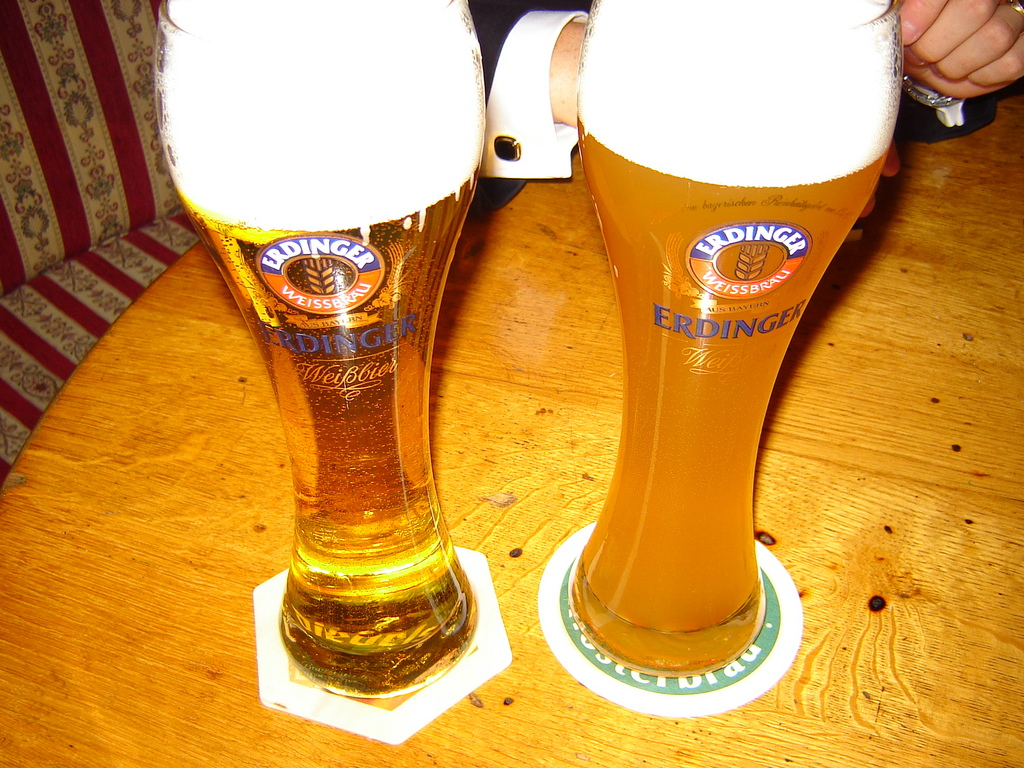
Comparação entre Kristallweizen (esqu.) e Hefeweizen

## Variedades de Weizenbier
- Hefeweizen, de cor amarelada-marrom opaca, pois a levedura não é filtrada.
- Kristallweizen, de cor clara e transparente, leve na degustação.
- Dunkelweizen ou Hefeweissbier dunkel, cerveja de trigo escura, de gosto mais forte.
- Weizenstarkbier ou Weizenbock, cerveja tipo bock com uma graduação alcoólica entre 5 % e 12 %.
- Berliner Weisse (cerveja branca berlinense), com uma graduação alcoólica de c. 2,8 % e de cor amarelada opaca.

As cervejarias mais conhecidas na Alemanha e com uma tradição antiga no fabrico do Weissbier são Paulaner, Erdinger, Schneider Weisse, Franziskaner, Weihenstephan, Maisel-Bräu e Andechser. 